# Westerwald-Verein

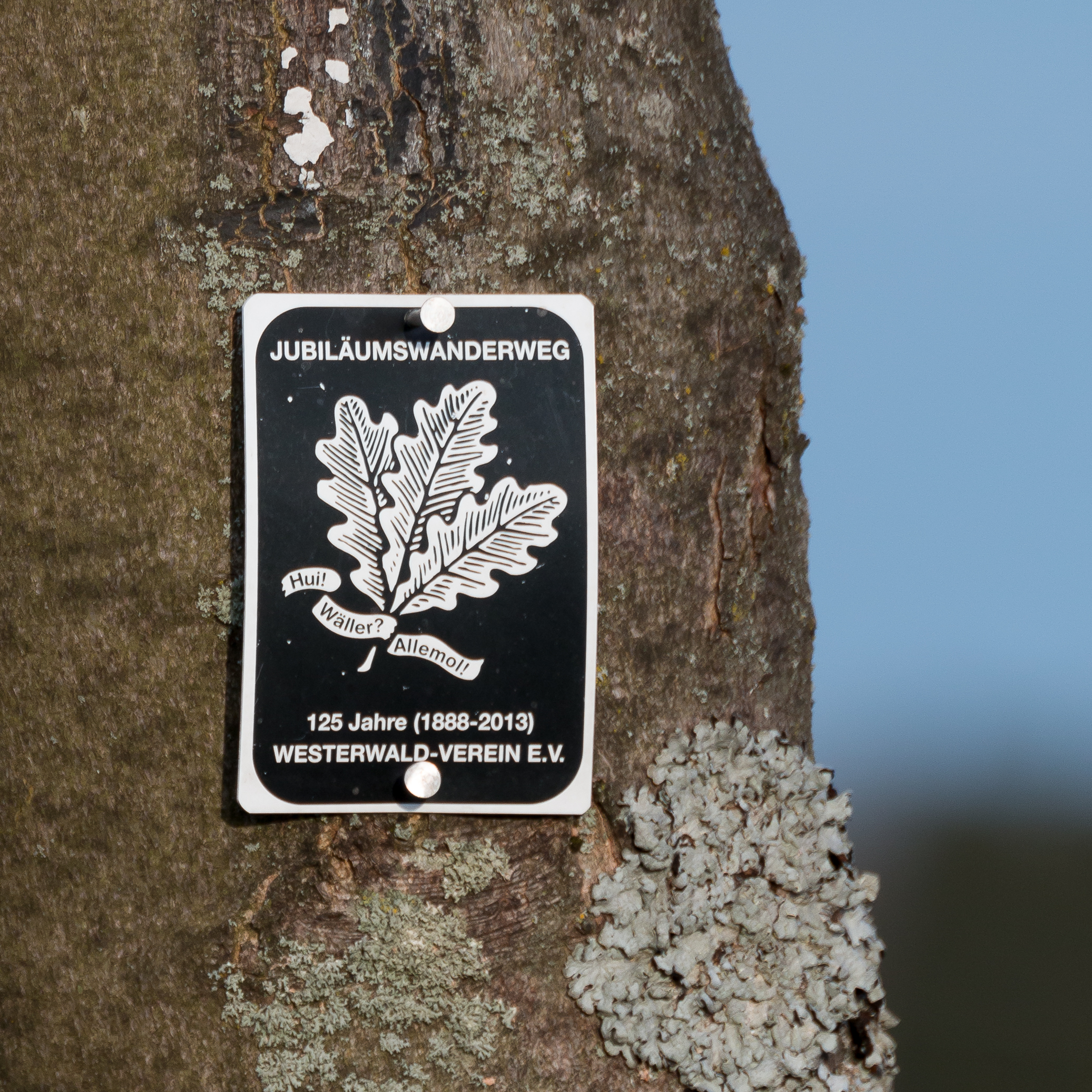
Plakette des Jubiläumswanderwegs des Westerwald-Vereins nahe Höhn

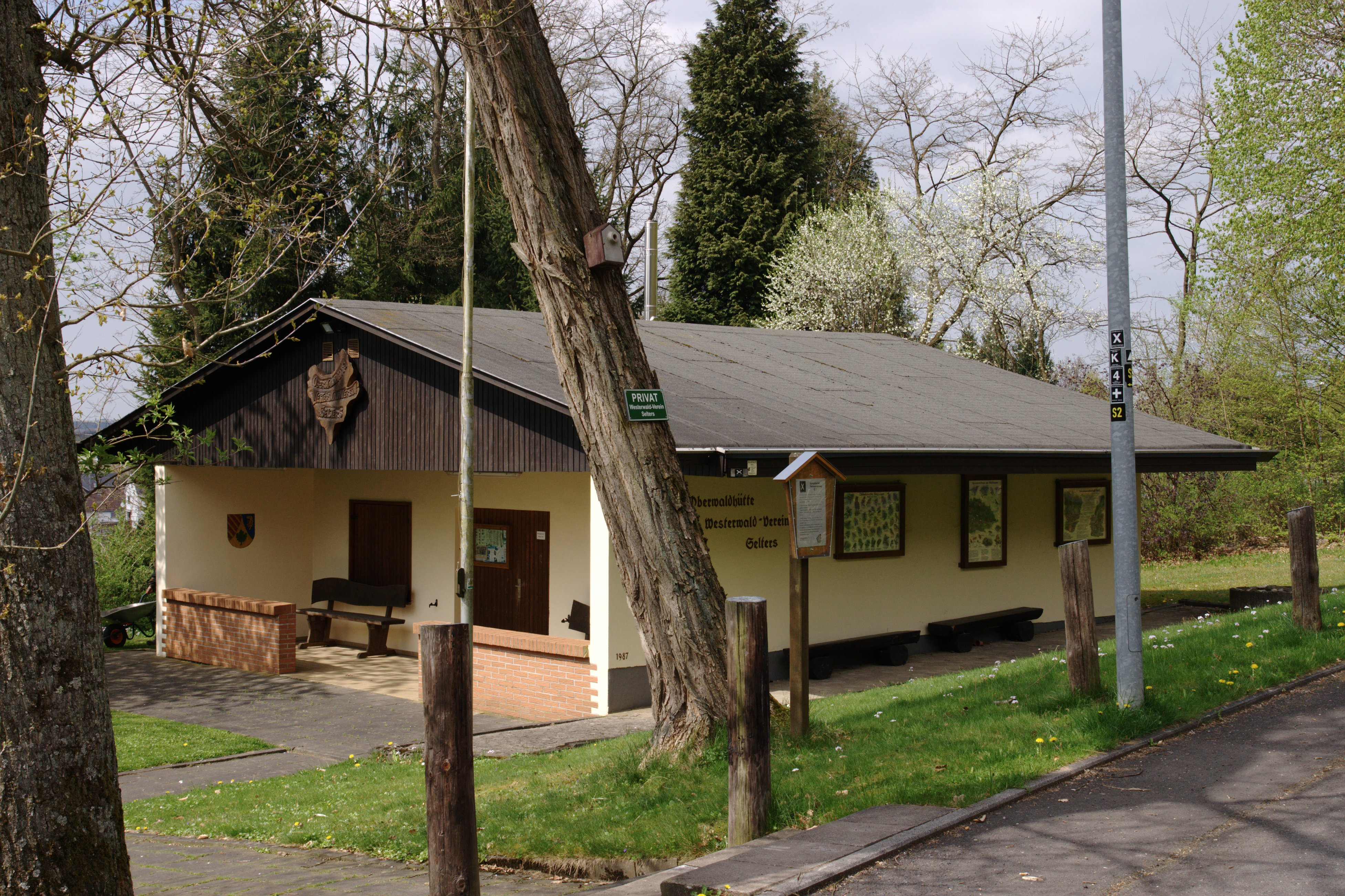
Oberwaldhütte des Westerwaldvereins in Selters

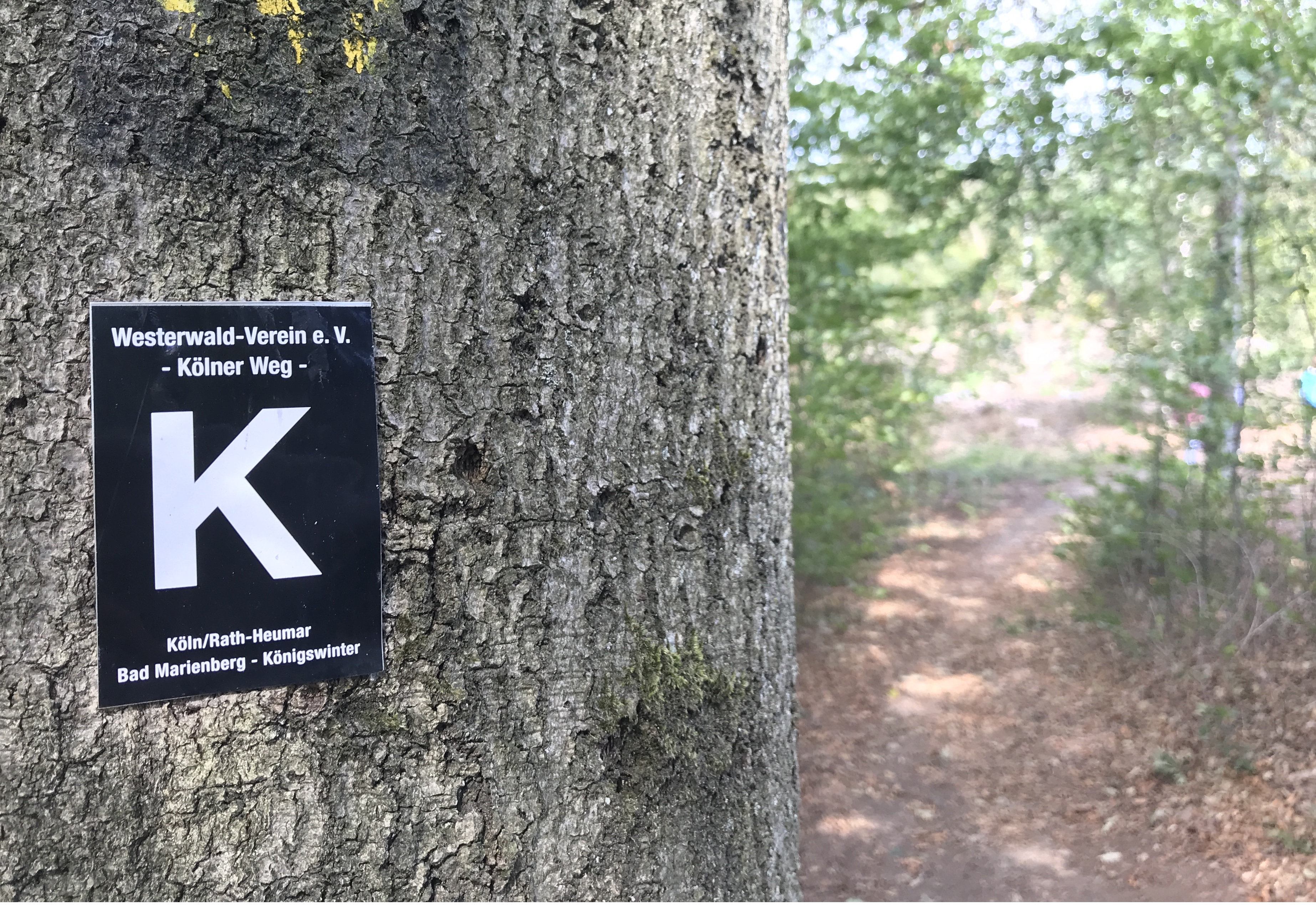
Ein typischer Fernwanderweg in Eigenregie

Der Westerwald-Verein e. V. (WWV) wurde 1888 in Selters (Westerwald) gegründet und verfügt (Stand: 2016) über etwa 7.000 Mitglieder in 40 Zweigvereinen. Er stellt einen Heimatverein für den gesamten geographischen Westerwald dar. Der Hauptverein unterstützt und koordiniert die Bemühungen seiner Zweigvereine und nimmt überörtliche Aufgaben wahr. Er ist beim Amtsgericht Montabaur im Vereinsregister eingetragen (VR 485). Die Zweigvereine unterstützen die Ziele des Hauptvereins auf örtlicher Ebene durch weitgehend selbständige Initiativen und eigene Veranstaltungen.

## Tätigkeit
Der Verein ist Mitglied im Verband Deutscher Gebirgs- und Wandervereine und fördert vielfältig das Wandern und den Fremdenverkehr. Der Hauptverein bietet mehrtägige Wanderungen durch den Westerwald, aber auch Wanderfahrten ins Ausland an. Die Zweigvereine laden zu regelmäßigen Wanderungen und Exkursionen ein.
Der Verein markiert und betreut ein über 2.300 km umfassendes Wanderwegenetz, darunter den Druidensteig, den Limeswanderweg und den Westerwald-Steig. Viele Zweigvereine unterhalten darüber hinaus örtliche Rundwanderwege. Die Zweigvereine in Aßlar, Herborn und Wetzlar-Niedergirmes besitzen zudem eigene Wanderheime, in denen Wanderer preiswert übernachten können. Wanderheime ohne Übernachtungsmöglichkeiten unterhalten die Zweigvereine in Blasbach, Dillenburg, Selters und Wißmar.
Darüber hinaus sieht der Verein eine zeitgerechte Heimatpflege als eines seiner Zwecke an. Im Haupt- und in den Zweigvereinen sind Personen damit beauftragt, Heimatgeschichte, Volkskunde, Brauchtum und Mundart, Liedgut und Volkstanz zu pflegen und in Veröffentlichungen zu fördern. Der Verein unterstützt auch das Landschaftsmuseum Westerwald in Hachenburg, dessen Mitbegründer und Träger er war und dessen Mitglied er immer noch ist.
Der Verein gibt seit Juli 1908 eine Zeitschrift heraus. Diese erschien zunächst monatlich unter dem Titel Westerwälder Schauinsland. Nach einer Unterbrechung ab dem März 1943 lebte die Publikation zum Jahresanfang 1950 unter dem bis heute geführten Titel Der Westerwald wieder auf. Die Erscheinung änderte sich auf zwischenzeitlich zweimonatlich auf inzwischen quartalsweise. Neben Vereinsinterna decken die Artikel das gesamte Themenfeld ab, mit dem sich auch der Verein befasst.

## Geschichte
Der Verein wurde unter dem Namen Westerwaldclub gegründet, wobei mehrere bereits bestehende Verschönerungsvereine den Anstoß gaben. In der Anfangsphase war die Vernetzung zwischen Vereinen dieser Art eine wesentliche Aufgabe. So zählte der Club im Jahr 1908 60 Verschönerungsvereine als Mitglieder und rund 700 Einzelmitglieder. Die Bedeutung der Einzelmitgliedschaften sowie in den seit 1913 laut Satzung zugelassenen Neugründungen von Zweigvereinen nahm in den Folgejahren zu. 1914 erfolgte die Umbenennung in Westerwaldverein. Vorangegangen war die Auflösung des konkurrierenden Unterwesterwaldvereins. 1927 überschritt der Westerwaldverein erstmals die Zahl von 10.000 Mitgliedern. Zweigvereine bildeten sich bis weit über den geografischen Westerwald hinaus, beispielsweise in Frankfurt, Köln und Essen. 1930 wurden die beiden ersten dauerhaften Gebäude im Vereinsverbund errichtet: Der Zweigverein Herborn weihte die Herborner Hütte ein, der Zweigverein Daaden einen Aussichtsturm auf dem Stegskopf.
Der Wahlspruch des Westerwaldvereins ist „Hui! Wäller? - Allemol!“ Dieser Wahlspruch in Wäller Platt wurde bei einem Preisausschreiben 1913 unter mehr als 60 Einsendern ausgewählt. Der Gewinner war der Heimatdichter und Bauer Adolf Weiß (1861–1938) aus Mademühlen. Der Sinn des Ausrufes erklärt sich aus seinem Gedicht: „Das Hui hat mich der Sturmwind gelehrt, wenn wild er über die Heide fährt, und „Wäller“ wir ja „allemol“ sind, wir trotzen dem Regen, dem Schnee und dem Wind ….“

## Zweigvereine in alphabetischer Reihenfolge
- Aßlar
- Bad Ems (Taunusklub)
- Bad Marienberg
- Blasbach
- Buchholz (Westerwald)
- Daaden
- Daubach (Westerwald)
- Dierdorf
- Dillenburg
- Eitelborn
- Flammersfeld
- Fluterschen
- Hachenburg
- TV Hangelar (St. Augustin)
- Helmeroth
- Herborn
- Herdorf
- Herschbach
- Hillscheid
- Höhn
- Höhr-Grenzhausen
- Horbach (Westerwald) (Buchfinkenland)
- Koblenz
- Köln
- Limburg-Dornburg
- Montabaur
- Neuwied
- Nistertal
- Rennerod
- Selters (Westerwald)
- Steimel
- Unnau
- Urbach (Westerwald)
- Waldernbach
- Wallmerod
- Weilburg
- Westerburg
- Wetzlar-Niedergirmes
- Windhagen
- Wißmar

## Auszeichnungen
Die folgenden Zweigvereine erhielten die Eichendorff-Plakette:
- 2010 Zweigverein Daaden[4]